# Witches of East End
Witches of East End (Brasil: As Bruxas de East End ) foi uma série de televisão americana, adaptada por Maggie Friedman do livro homônimo de Melissa de la Cruz e transmitida pela Lifetime a partir de 6 de outubro de 2013. No Brasil, a série começou a ser transmitida a partir do dia 4 de setembro de 2014 pela Lifetime Brasil.
Segundo divulgado pelo site de notícias TVLine, a Lifetime decidiu não renovar Witches of East End para uma terceira temporada, deixando o final em aberto por causa da queda de audiência.
Após o cancelamento, os fãs e o elenco se uniram e iniciaram uma petição online para o retorno da série, a petição já conta com um pouco mais de 250 mil assinaturas. Em março de 2015, após muitos pedidos dos telespectadores, surgiram boatos de que a série poderá ser concluída no cinema.

## Sinopse
A série gira em torno de uma família de bruxas com diversos assuntos a serem resolvidos. A personagem central é Joanna Beauchamp, uma poderosa  e imortal bruxa que é capaz de curar pessoas, ela é mãe de duas meninas: a caçula Freya e a primogênita Ingrid. Joanna está presa em uma maldição iniciada há gerações, onde é condenada a sempre lidar com a morte de suas filhas ainda jovens e depois engravidar delas de novo. Cansada de ver as filhas sofrerem com a maldição, ela decide lançar um feitiço com a intenção de protegê-las, o que faz com que Freya e Ingrid cresçam sem conhecer suas origens e vivam com ela uma vida pacata na pequena cidade de East Haven, em Long Island.
Wendy é a irmã de Joanna, ela é capaz de mudar de forma e assumir a aparência de um gato com várias vidas. Após cem anos afastada por problemas que envolve a sobrinha Ingrid, Wendy reaparece na vida da irmã para avisar que forças do mal colocam em risco a vida de sua família. Razão pela qual Joanna decide revelar para as filhas que elas são bruxas. No entanto, Freya sempre sentiu que havia algo de diferente e Ingrid nunca acreditou. Com a ajuda da tia e da mãe, elas vão aprender como usar seus poderes e trabalhar juntas para derrotar os inimigos sobrenaturais que buscam vingança contra sua família, mantendo suas habilidades em segredo de todos os seus conhecidos.
Ingrid é uma bibliotecária tímida e muito inteligente, mas que não acredita em si mesma. Seu melhor amigo no trabalho é Hudson e ela tem um romance com Adam, um detetive da polícia que sempre foi secretamente apaixonado por ela. Como bruxa, é especialista em prever o futuro.
Freya é uma jovem inquieta e dramática que trabalha em um bar. Geralmente rendendo-se aos seus desejos e paixões, ela se envolve com Dash Gardiner, o homem de seus sonhos, embora sinta-se atraída por Killian, o cunhado forasteiro que parece ter uma ligação antiga com ela, de outra vida. Seu noivado com Dash provoca uma sequência de eventos que quebra a maldição. Freya é uma bruxa que tem o dom de criar poções e encantos.
Dash é um jovem médico que vem de uma família rica. Sua mãe é Penélope, uma socialite que não aceita o casamento do filho com Freya.

## Elenco e personagens

### Principais
| Julia Ormond      | Joanna Beauchamp    | Regular | Regular | Regular |         |
| Mädchen Amick     | Wendy Beauchamp     | Regular | Regular | Regular |         |
| Jenna Dewan       | Freya Beauchamp     | Regular | Regular | Regular |         |
| Rachel Boston     | Ingrid Beauchamp    | Regular | Regular | Regular |         |
| Daniel Di Tomasso | Killian Gardiner    | Regular | Regular | Regular |         |
| Eric Winter       | Dash Gardiner       | Regular | Regular | Regular |         |
| Christian Cooke   | Frederick Beauchamp |         | Regular | Regular | Regular |

### Secundários
| Bianca Lawson          | Eva                |              | Recorrente   | Recorrente | Recorrente |
| Ignacio Serricchio     | Tommy              |              | Recorrente   | Recorrente | Recorrente |
| Virginia Madsen        | Penelope Gardiner  | Recorrente   |              |            |            |
| James Marsters         | Tarkoff            |              | Recorrente   | Recorrente | Recorrente |
| Jason George           | Adam Noble         | Recorrente   |              |            |            |
| Tom Lenk               | Hudson Rafferty    | Recorrente   | Recorrente   |            |            |
| Steven Berkoff         | Rei Nikolaus       |              | Recorrente   | Recorrente |            |
| Joel Gretsch           | Victor             | Recorrente   | Recorrente   |            |            |
| Enver Gjokaj           | Mike               | Recorrente   |              |            |            |
| Tiya Sircar            | Amy Matthews       | Recorrente   |              |            |            |
| Sarah Lancaster        | Raven Moreau       |              | Recorrente   |            |            |
| Anthony Konechny       | Mandragora         |              | Recorrente   |            |            |
| Chantele Francis       | Médica examinadora |              | Recorrente   |            |            |
| Anthony Lemke          | Harrison Welles    | Recorrente   |              |            |            |
| Kellee Stewart         | Barb               | Recorrente   |              |            |            |
| Gillian Barber         | Maura Thatcher     | Recorrente   |              |            |            |
| Shaun Smyth            | Dr. Frank Foster   |              | Recorrente   |            |            |
| Anna Van Hooft         | Caroline           |              | Recorrente   |            |            |
| Zak Santiago           | Mathias            |              | Recorrente   |            |            |
| Neil Hopkins           | Doug               | Recorrente   |              |            |            |
| Matt Frewer            | Vidar              | Recorrente   |              |            |            |
| Michelle Hurd          | Alex               |              | Recorrente   |            |            |
| Freddie Prinze Jr.     | Leo Wingate        | Recorrente   |              |            |            |
| Michael St. John Smith | Bill Thatcher      | Participação |              |            |            |
| Dina Spybey            | Mulher no hospital | Participação |              |            |            |
| Kaitlin Doubleday      | Elyse              | Participação |              |            |            |
| Tricia Collins         | Garçonete          | Participação |              |            |            |
| Matthew Del Negro      | Archibald Browning | Participação |              |            |            |
| Callard Harris         | Ivar               |              | Participação |            |            |

## Recepção
No Metacritic, que calcula as notas usando somente uma média aritmética ponderada de determinados veículos de comunicação em maior parte da grande mídia, a primeira temporada da série tem 30 avaliações da imprensa anexadas no site e uma pontuação de 50 entre 100, com a indicação de "revisões mistas ou neutras".